# Aliança do Norte

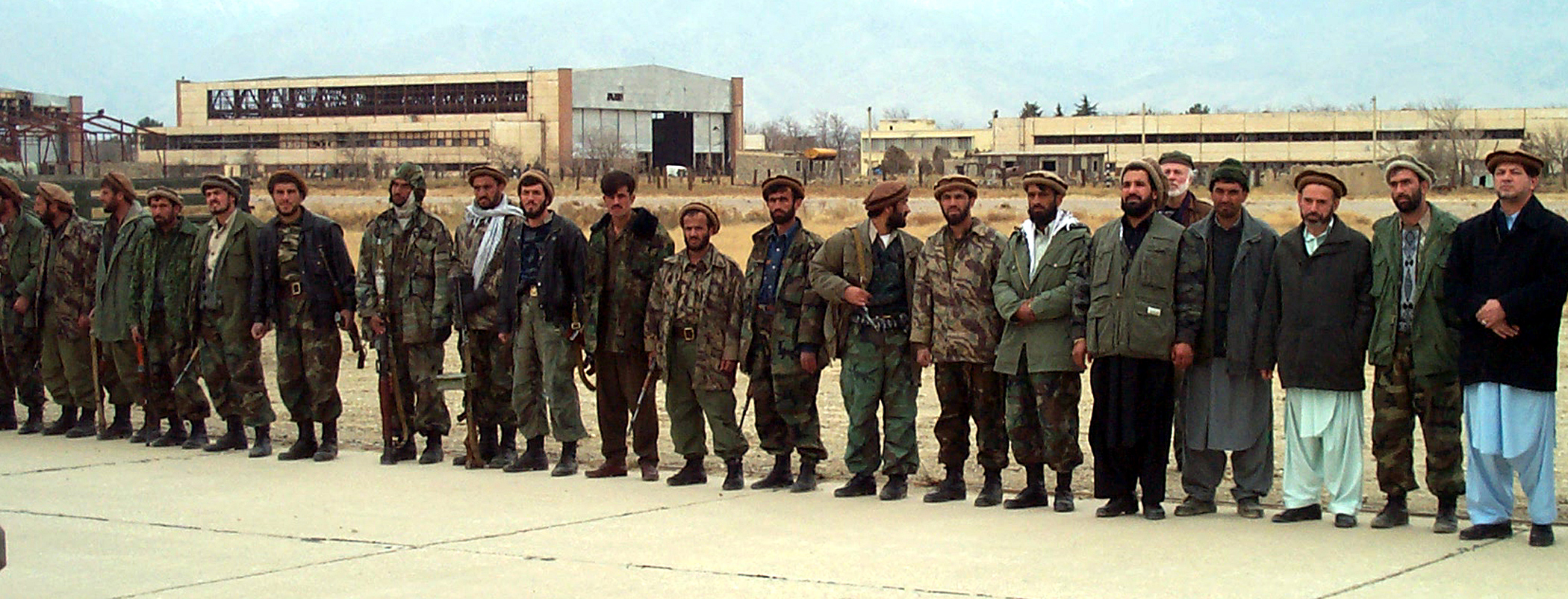
Tropas da Aliança do Norte na base aérea de Bagram.

A Aliança do Norte, oficialmente Frente Islâmica Unida para a Salvação do Afeganistão (em pachto: Jabha-yi Muttahid-i Islami-yi Milli bara-yi Nijat-i Afghanistan) é uma organização político-militar criada pelo Estado Islâmico do Afeganistão em 1996, com o fim de unir diversos grupos demográficos afegães que vinham combatendo uns aos outros para lutarem juntos contra o Taliban.  A Aliança foi formada por importantes líderes políticos do Estado Islâmico do Afeganistão, em especial o presidente Burhanuddin Rabbani e o antigo ministro da defesa Ahmad Shah Massoud. Inicialmente os Tajiques eram a etnia maioritária da Frente mas, a partir de 2000, líderes de vários outros grupos étnicos aderiram à Aliança como Karim Khalili, Abdul Rashid Dostum, Abdullah Abdullah, entre outros. 
A Aliança do Norte lutou uma guerra defensiva contra o governo Talibã entre 1996 até 2001. O grupo recebeu apoio (político e militar) da Índia, Rússia, Irão, Turquia, Tajiquistão e outros países, enquanto os Talibã eram apoiados, armados e treinados pelo Exército do Paquistão e o ISI. Em 2001, a Aliança do Norte controlava cerca de 10% do território afegão, cercada no nordeste do país e baseada na província de Badaquexão. Após o 11 de setembro de 2001, os Estados Unidos invadiam o Afeganistão, prestando apoio às forças da Aliança do Norte no terreno numa guerra de dois meses contra os Talibã, que venceriam em Dezembro de 2001. Com a queda do regime talibã, a Aliança do Norte foi dissolvida com membros e partidos a serem parte fundamental do novo governo afegão. 
Com a Queda de Cabul em 2021, muitos membros do governo afegão e figuras ligadas a antiga Aliança do Norte, formaram uma Segunda Resistência anti-Talibã em Panjshir. Figuras incluem o ex-vice-presidente do Afeganistão e ex-membro da Aliança do Norte Amrullah Saleh e Ahmad Massoud, filho de Ahmad Shah Massoud. 

## Membros

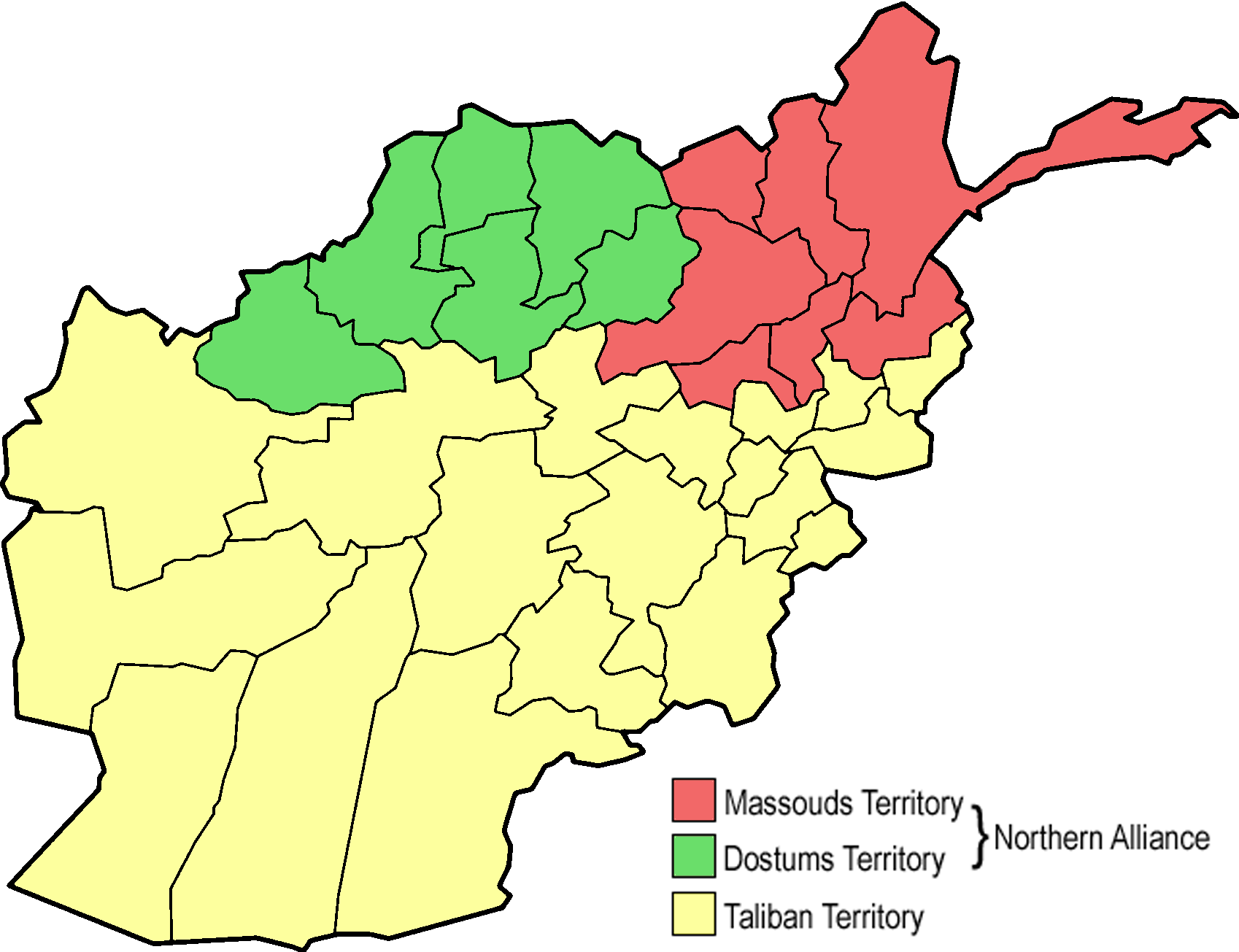
Mapa da situação do Afeganistão em 1996, momento que os Talibã capturam Cabul e nasce a Aliança do Norte.

| Grupo               | Líder                          | Etnia               | Religão |
| ------------------- | ------------------------------ | ------------------- | ------- |
| Jamiat-e Islami     | Burhanuddin Rabbani            | Tajiques            | Sunismo |
| Shura-e Nazar       | Ahmad Shah Massoud             | Tajiques            | Sunismo |
| Hezbe Wahdat        | Muhammad Mohaqiq Karim Khalili | Hazaras             | Xiismo  |
| Junbish-i-Milli     | Abdul Rashid Dostum            | Usbeques Turcomenos | Sunismo |
| Shura Oriental      | Haji Abdul Qadeer              | Pachtuns            | Sunismo |
| Harakat-e Islami-yi | Asif Mohseni                   | Tajiques            | Xiismo  |